# Küpfendorf
Küpfendorf ist ein Wohnplatz und Ortsteil in der Gemeinde Steinheim am Albuch im Landkreis Heidenheim in Baden-Württemberg und fällt in den dritten Wohnbezirk der Kommune. Der Weiler hatte am 31. Dezember 2022 86 Einwohner.

## Geschichte
Küpfendorf wurde 1143 zum ersten Mal als Chirphendorf erwähnt. Es gehörte zu dieser Zeit zum Kloster Anhausen und später zur Stadt Königsbronn. Das Dorf beherbergte damals die Pfarrei St. Johann mitsamt eigener Kirche, von der noch 1890 Reste von Fensterbögen mit Maßwerk standen. Im 15. Jahrhundert war Küpfendorf längere Zeit unbewohnt. Küpfendorf besaß bis 1630 Marktrecht.

### Sonstige Personen, die mit dem Ort verbunden sind
- Günther Reger (* 1951), Maler und Musiker, der Atelierräume in Küpfendorf hat